# Municipio Desaguadero
Das Municipio Desaguadero liegt im Departamento La Paz im Hochland des südamerikanischen Anden-Staates Bolivien.

## Lage im Nahraum
Das Municipio Desaguadero ist eines von sieben Municipios der Provinz Ingavi und liegt im westlichen Teil der Provinz. Es grenzt im Norden an den Titicacasee, im Westen an die Republik Peru, im Südwesten an das Municipio San Andrés de Machaca, im Südosten an das Municipio Jesús de Machaca und im Osten an das Municipio Guaqui.
Das Municipio hat zwölf Ortschaften (localidades), Verwaltungssitz des Municipio ist die Landstadt Desaguadero mit 4065 Einwohnern im nordwestlichen Teil des Municipio. (Volkszählung 2012)

## Geographie
Das Municipio Desaguadero liegt am südwestlichen Rand des Titicacasees zwischen den Anden-Gebirgsketten der Cordillera Occidental und der Cordillera Oriental im andinen Trockenklima des Altiplano und war in den vergangenen drei Jahrtausenden von deutlichen Wasserspiegel-Schwankungen des Sees betroffen.
Das Klima ist ein typisches Tageszeitenklima, bei dem die Temperaturunterschiede im Tagesverlauf deutlicher ausfallen als im Jahresverlauf. Die Jahresdurchschnittstemperatur beträgt knapp 8 °C, die Monatswerte schwanken nur unwesentlich zwischen 7 °C im Juni/Juli und 9 °C von November bis März. Der mittlere Jahresniederschlag beträgt etwa 670 mm (siehe Klimadiagramm Desaguadero) und fällt vor allem in den Monaten Dezember bis März mit monatlich mehr als 100 mm, von Mai bis August herrscht eine Trockenzeit mit Monatsniederschlägen unter 15 mm.

## Bevölkerung
Die Einwohnerzahl des Municipio Desaguadero ist zwischen 1992 und 2024 um mehr als zwei Drittel angestiegen:
| Jahr | Einwohner | Quelle       |
| ---- | --------- | ------------ |
| 1992 | 4337      | Volkszählung |
| 2001 | 4981      | Volkszählung |
| 2012 | 6987      | Volkszählung |
| 2024 | 7867      | Volkszählung |

Das Municipio hatte bei der letzten Volkszählung 2024 eine Bevölkerungsdichte von 64,5 Einwohnern/km². Die Lebenserwartung der Neugeborenen im Jahr 2001 lag bei 60,1 Jahren, und die Säuglingssterblichkeit war von 8,7 Prozent (1992) auf 7,3 Prozent im Jahr 2001 gesunken.
Der Alphabetisierungsgrad bei den über 19-Jährigen beträgt 77,5 Prozent, und zwar 93,0 Prozent bei Männern und 63,2 Prozent bei Frauen. (2001)
78,8 Prozent der Bevölkerung sprechen Spanisch, 84,8 Prozent sprechen Aymara, und 0,6 Prozent Quechua. (2001)
36,0 Prozent der Bevölkerung haben keinen Zugang zu Elektrizität, 72,9 Prozent leben ohne sanitäre Einrichtung. (2001)
74,9 Prozent der insgesamt 1.444 Haushalte besitzen ein Radio, 31,3 Prozent einen Fernseher, 42,0 Prozent ein Fahrrad, 0,4 Prozent ein Motorrad, 5,3 Prozent ein Auto, 2,4 Prozent einen Kühlschrank und 4,3 Prozent ein Telefon. (2001)

## Politik
Ergebnis der Regionalwahlen (concejales del municipio) vom 4. April 2010:
| Wahl- berechtigte |  | Wahl- beteiligung | gültige Stimmen |  | F.I.M. | MAS-IPSP |
| ----------------- |  | ----------------- | --------------- |  | ------ | -------- |
| 3.452             |  | 3.204             | 2.211           |  | 1.111  | 1.100    |
|                   |  | 92,8 %            | 69,0 %          |  | 50,2 % | 49,8 %   |

Ergebnis der Regionalwahlen (elecciones de autoridades políticas) vom 7. März 2021:
| Wahl- berechtigte |  | Wahl- beteiligung | gültige Stimmen |  | MAS-IPSP | J.A.LLALLA.L.P. | MTS     | PBCSP | UNIDOS | ASP    | FPV    |
| ----------------- |  | ----------------- | --------------- |  | -------- | --------------- | ------- | ----- | ------ | ------ | ------ |
| 4.198             |  | 3.760             | 3.300           |  | 1.636    | 858             | 364     | 224   | 33     | 33     | 32     |
|                   |  | 89,57 %           | 87,77 %         |  | 49,58 %  | 26,00 %         | 11,03 % | 6,79% | 1,00 % | 1,00 % | 0,97 % |

## Gliederung
Das Municipio Desaguadero untergliederte sich bei der letzten Volkszählung von 2012 in die folgenden beiden Kantone (cantones):
- 02-0804-01 Kanton Desaguadero – 9 Ortschaften – 6.008 Einwohner
- 02-0804-02 Kanton San Juan de Huancollo – 3 Ortschaften – 979 Einwohner

## Ortschaften im Municipio Desaguadero
- Kanton Desaguadero
  - Desaguadero 4065 Einw. – Azafranal 593 Einw.

- Kanton San Juan de Huancollo
  - San Juan de Huancollo 406 Einw. – Yanari 383 Einw.